# Рогодзьоб бурий
Рогодзьоб бурий (Corydon sumatranus) — вид горобцеподібних птахів родини рогодзьобових (Eurylaimidae).

## Поширення
Вид поширений в Південно-Східній Азії. Трапляється в східній та південній М'янмі, Таїланді, Індокитаї (крім півдня В'єтнаму та частини південного Лаосу), на Малайському півострові, Суматрі та Калімантані. Вид мешкає у тропічних дощових лісах.

## Опис
Птах завдовжки до 15 см. Тіло кремезне, голова округла та велика з великими очима, з плоским та широким дзьобом. Оперення темно-коричневого забарвлення. Горло та верхня частина грудей жовті або білі. Край крил та хвіст білого кольору. Хребет іржавого забарвлення, схований під крилами у стані спокою.

## Спосіб життя
Живе під густим пологом дощових лісів. Трапляється невеликими зграями до 20 птахів. Живиться комахами та іншими безхребетними, рідше ягодами та фруктами. Гніздо грушоподібної форми підвішує на гілці дерева. У будівництві буреть участь всі члени зграї. У гнізді 1-3 яйця.